# Les Enfants du Soleil (comédie musicale)
Pour les articles homonymes, voir Les Enfants du soleil.
Les Enfants du Soleil  est une comédie musicale française composée par Didier Barbelivien et Cyril Assous. La mise en scène est signée Alexandre Arcady et les chorégraphies sont de Side Hajjaji.

## Histoire
Alger, juin 1962. 
Les familles embarquent à bord du Kairouan. Qu'elles soient chrétiennes, juives, musulmanes ou athées, toutes laissent derrière elles leur pays pour rejoindre la France.
Les Atlan, les Lacombe et les Cherifi font partie des passagers. Le temps de cette traversée, ces familles vont apprendre à se connaître et partager leurs rêves, leurs regrets, leurs espoirs... Au bout du voyage : Marseille.

## Distribution
- Shirel : Jenny Atlan
- Helene Arden : Rachel Atlan
- Richard Groulx : Simon Atlan
- Stéphane Néville : David Atlan
- Caroline Pascaud-Blandin : Marie Lacombe
- Sébastien Chato : Jean-Pierre Lacombe
- Christophe Sarti : Luc Lacombe
- Mickels Rea : Farid Cherifi
- Valery Rodriguez : Mohamed Cherifi
- Leila Doriane : Leila Cherifi
- Jean-Marie Marrier : le capitaine
- Isabelle Adjani : la voix de la récitante[2]

## Chansons
| 1. C’était une terre 2. La valise 3. La mer est came 4. Entre Fort de l'eau et Alger 5. Le Kairouan 6. Au nom de la France 7. Avec ma gueule et mon accent 8. On ne pouvait pas rester la-bas 9. Ma fille 10. Je vais chanter ma mère 11. Monologue de Mohamed 12. Harki mon père 13. Vendus 14. Tous les défendre 15. Avant que le jour finisse 16. Les soleils d’Algérie 17. Dis-moi David 18. Les Baléares | 1. Le bateau endormi 2. La clé 3. La cartomancienne 4. Gare de Lion 5. A Paris 6. Leila, Leila 7. Mon fils 8. Une sœur a moi 9. Les racines dans le ciel 10. Combien de temps encore 11. Ils vont s’aimer quand même 12. La fin du voyage 13. Les émigrants 14. Pauvre de moi 15. Notre-Dame de La Garde 16. Ô Marseille 17. Les enfants du soleil |

## Spectacle
La première du spectacle s'est tenue au Dôme de Marseille, le 23 septembre 2004. 
Une captation réalisée par Gilles Amado est sortie en DVD le 4 décembre de cette même année. 
Initialement, le spectacle devait être joué au Zénith de Paris du 14 au 24 avril 2005. Toutefois, la tournée est rapidement suspendue. En effet, malgré un succès important à Marseille, l'intérêt est plus froid en province et en région parisienne : les représentations dans le reste de la France sont annulées. 

## Réception
Pour Le Parisien, Les Enfants du Soleil est un « pari gagné » : « servi par une scénographie, des décors et des chorégraphies soignés, ce spectacle dépasse souvent le simple divertissement chanté pour atteindre le statut de piqûre de rappel historique ». De toute la distribution, il souligne la prestation impressionnante de Valery Rodrigues.
France-Soir loue la distribution, tant pour ses capacités vocales que son jeu : « le talent de cette troupe est indiscutable, ils sont à la fois chanteurs et acteurs ».
La Marseillaise souligne la réception du public qui « ne peut que reconnaître le talent de la troupe et l'émotion éprouvée. [...]  Les Enfants du Soleil ont rayonné ».
La Provence évoque un « triomphe lumineux ».
Du côté de RFI, en revanche, les retours sont plus mitigés : « les histoires de famille en exil se mêlent étroitement à l'Histoire, laissant parfois filer, au gré des louables intentions et des bons sentiments du message de fraternité de réconciliation et de tolérance suggérée par le duo, quelques erreurs historiques de taille ». Les regrets se portent également sur le manque d'originalité : « cette comédie musicale ne déroge pas aux canons du genre édictés par celles qui l'ont récemment précédé. Les mélodies y sont consensuelles [...]. Sur ce tapis sans grande saveur, un parterre de jeunes et moins jeunes talents [...] viennent poser leurs voix. Souvent criardes, à défaut d’être émouvantes, elles essaient d’accompagner l’oecuménique propos des deux créateurs [...] ».
Selon Emmanuel Galais de dvdcritiques.com, si l'entreprise est « louable et parfaitement justifiable », « on s'ennuie et on n'arrive jamais à rentrer complètement dans ce spectacle. L'ambiance y est froide, les artistes semblent mal à l'aise ; [ils] semblent autant coincés sur cette scène que leurs personnages le sont sur ce bateau. Le metteur en scène, n'arrive jamais à faire occuper l'espace à ces comédiens ». Il déplore également la vision des créateurs : « le sujet en lui-même méritait un traitement plus rigoureux, moins populaire et surtout beaucoup plus réfléchi ».